# 中国人权律师
中国人权律师（英語：Human Rights Lawyers in China）指一群在中国以法律专业服务人群的的“人權護衛者”。2011年大赦国际发布专题报告，指控中国政府违背法律，加剧镇压人权律师，列出39个案例。
2013年由王成、唐吉田、江天勇几个人成立的“中国人权律师团”于《中华人民共和国宪法》颁布实施三十一周年时，要求保障人权、践行宪政。

## 歷史
在近代中國，法律界人士中較早在人權問題上有意識的是沈家本，他提倡人權法制及中國法制的近代化。

## 中華人民共和國時期
2013年9月，中国维权律师王成、唐吉田、江天勇发起中国人权律师团，於12月关注律师张军遭遭非法拘留事件。
2013年在中國政府決定廢除勞動教養制度後，中國人權律師團星期二建議人大常委會明文廢止《關於勞動教養問題的決定》，並要求廢止所謂法制教育基地、法制教育中心等在法律制度之外運行的變相勞教所。
2013年12月2日，是《世界人权宣言》公布65周年，《中华人民共和国宪法》也迎来颁布实施的第31个年头，由于中国在宪法实施以来，一直没有启动相关的‘宪法法院’，没有相关的违宪审查，致使中国人权灾难空前严重，仅2013年初至今，受到当局非法逮捕的异见人士、维权人士就多达数百人，而不知名者目前还无法统计。藉此，中國人權律師團发表‘保障人權完善憲法踐行憲政的呼籲’，希望以此引导国民关注宪法，希望当局履行宪法规定对公民自由、言论、信仰等的承诺跟保障，希望当局释放非法关押的公民群体。